# Compagnie du Chémin de fer du Nord

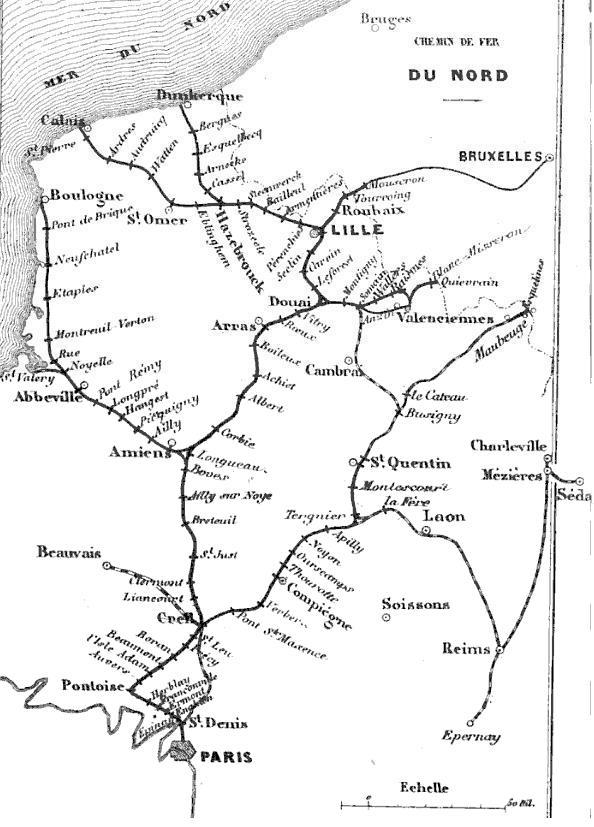
Mappa della rete del Chemin de Fer du Nord nel 1853

La Compagnie des chemins de fer du Nord (spesso definita Società Nord) era un'importante società di trasporto ferroviario francese che costruì e gestì la rete ferroviaria del nord della Francia dal 1845 al 1938; dopo tale data confluì nella SNCF.

## Storia
La società nacque a Parigi il 20 settembre 1845 col nome di Compagnie du chemin de fer du Nord per iniziativa dei banchieri Rothschild. Con la sua fondazione James Mayer de Rothschild e gli altri associati si proponevano di esercitare concessioni statali per la costruzione e la gestione delle linee ferroviarie tra Parigi e la frontiera belga per Lilla e Valenciennes, con le loro diramazioni, e per la Gran Bretagna.
La rete, dal 1853 al 1914, si estese rapidamente con l'acquisizione di altre aziende della Piccardia e delle Fiandre, del Nord Est, e delle ferrovie Lilla-Béthune e Lilla-Valenciennes.
Furono incorporate: il 1º aprile 1847 la ferrovia Creil - San Quintino nell'Aisne che era stata aperta il 24 aprile 1846 e, il 19 febbraio 1852, la ferrovia Amiens-Boulogne-sur-Mer che era stata aperta il 29 maggio 1845.
In seguito all'incorporazione delle dette società del settore nord della Francia la ragione sociale venne adattata in Compagnie des chemins de fer du Nord. Acquisì in tal modo una grande mole di traffico merci e viaggiatori divenendo punto di riferimento per altre compagnie ferroviarie.

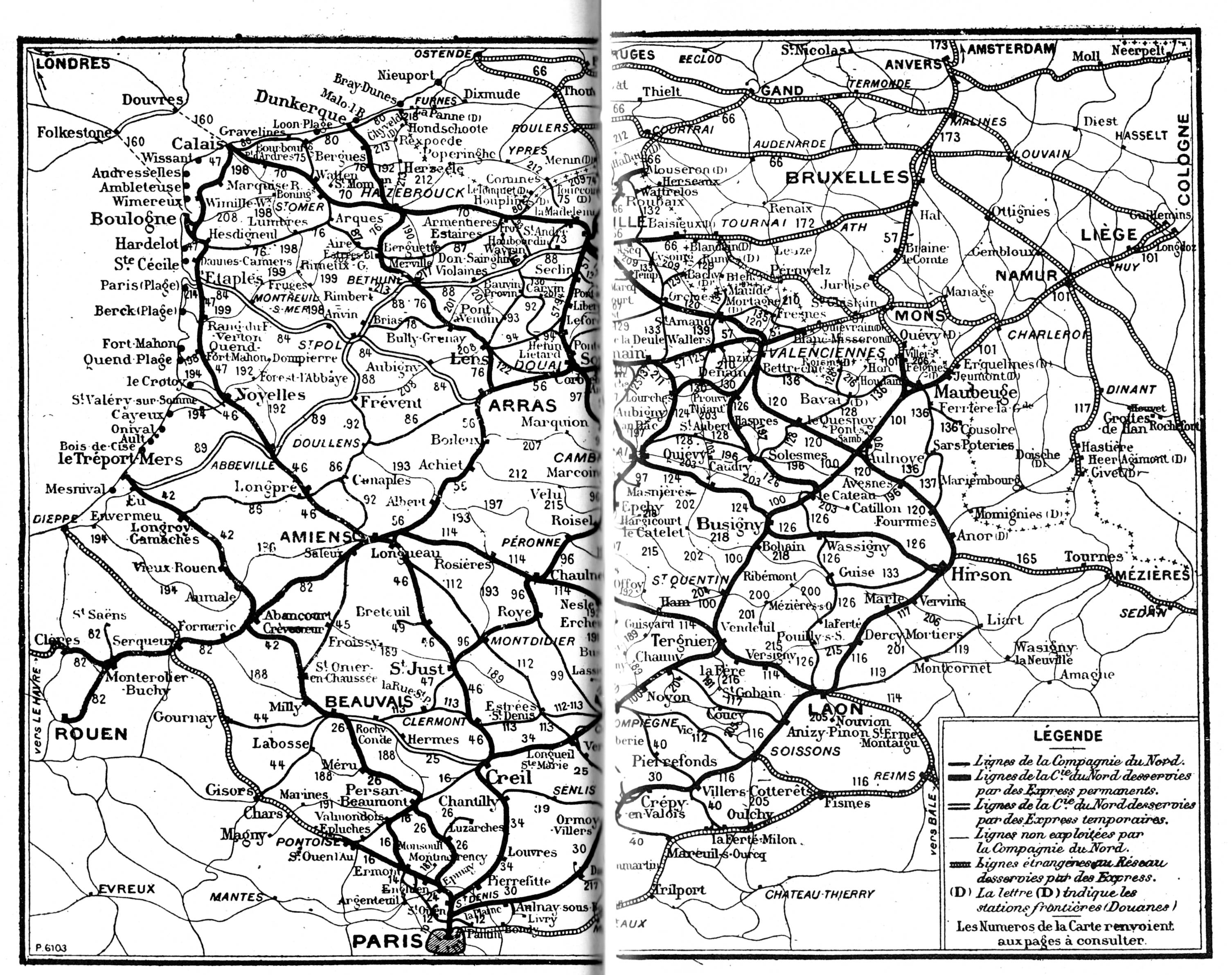
Linee della CF du Nord nel 1914

Il primo presidente della società fu il barone James de Rothschild e tale carica venne rinnovata fino alla sua morte avvenuta nel 1868.
La società costruì la principale stazione di Parigi, Gare du Nord, come punto di partenza della linea Parigi–Lilla che portava a nord e da Lilla permetteva di raggiungere Dunkerque e Calais sul Canale della Manica. Nel 1937 la società venne nazionalizzata e integrata nella Société nationale des chemins de fer français (SNCF).

## Linee della compagnia e data di apertura
| Linea                             | Apertura  |
| --------------------------------- | --------- |
| Paris–Lille                       | 1846–1859 |
| Douai–Valenciennes                | 1846      |
| Longueau–Boulogne                 | 1847–1848 |
| Creil–Jeumont                     | 1847–1855 |
| Lille–Fontinettes                 | 1848–1849 |
| Arras–Dunkirk                     | 1848–1862 |
| Amiens–Laon                       | 1857–1867 |
| Creil–Beauvais                    | 1857      |
| Hautmont–Mons                     | 1858      |
| Chemin de Fer de la Baie de Somme | 1858      |
| Busigny–Somain                    | 1858      |
| Paris–Hirson                      | 1860–1871 |
| Lens–Ostricourt                   | 1860      |
| Chantilly–Crépy-en-Valois         | 1862–1870 |
| Lille–Tournai                     | 1865      |
| Boulogne–Calais                   | 1867      |
| Rouen–Amiens                      | 1867      |

## Locomotive a vapore della compagniaNord
| Rodiggio              | Classif. Nord                   | Classif.SNCF      | Fabbrica             | Anno costruzione | Quantità costruita | Quantità preservata | Anno accanton. | Note immagine                          |
| --------------------- | ------------------------------- | ----------------- | -------------------- | ---------------- | ------------------ | ------------------- | -------------- | -------------------------------------- |
| locomotive con tender |                                 |                   |                      |                  |                    |                     |                |                                        |
| 2-2-0                 | 701                             |                   |                      |                  |                    | 1                   |                |                                        |
| 2-2-0                 | 2.121 – 2.1280                  | 220 A 1 – 4       |                      |                  | 60                 |                     |                |                                        |
| 2-2-1                 | 2.641 – 2.675                   | 221 A 1 – 35      |                      |                  | 35                 |                     |                |                                        |
| 1-3-0                 | 3.101                           |                   |                      |                  |                    |                     |                |                                        |
| 1-3-0                 | 3.1402                          | 130 B 1           |                      |                  | 1                  |                     |                | Prototipo                              |
| 1-3-0                 | 3.1501 – 3.1503                 | 130 C 1 – 3       |                      |                  | 3                  |                     |                | Prototipo                              |
| 2-3-0                 | 3.078 – 3.354                   | 230 A 1 – 247     |                      |                  | 277                |                     |                |                                        |
| 2-3-0                 | 3.999                           | 230 B 1           |                      |                  | 1                  |                     |                | Prototipo                              |
| 2-3-0                 | 3.513 – 3.662                   | 230 D 1 – 149     |                      |                  | 150                |                     |                |                                        |
| 2-3-1                 | 3.1151 – 3.1170                 | 231 A 1 – 20      |                      |                  | 20                 |                     |                |                                        |
| 2-3-1                 | 3.1150                          | 231 B 1           |                      |                  | (1)                |                     |                | Pacific                                |
| 2-3-1                 | 3.1201 – 3.1248 3.1251 – 3.1290 | 231 C 1 – 88      |                      |                  | 88                 |                     |                | Superpacific                           |
| 2-3-1                 | 3.1249 – 3.1250                 | 231 D 1 – 2       |                      |                  | 2                  |                     |                |                                        |
| 2-3-1                 | 3.1171 – 3.1190                 | 231 E 1 – 20      |                      |                  | 20                 |                     |                | Chapelon Pacific                       |
| 2-3-1                 | 3.1191 – 3.1198                 | 231 E 21 – 28     |                      |                  | 8                  |                     |                |                                        |
| 2-3-1                 | 3.1111 – 3.1130                 | 231 E 29 – 48     |                      |                  | 20                 |                     |                | Chapelon Pacific                       |
| 2-3-1                 | 3.1101 – 3.1102                 |                   |                      |                  | 2                  |                     |                |                                        |
| 0-4-0                 | 4.001 – 4.075, 4.801 – 4.990    | 040 A 1 – 2       |                      |                  | 265                |                     |                | 108 ricostruita come locotender        |
| 1-4-0                 | 4.061 – 4.340                   | 140 A 1 – 280     |                      |                  | 280                |                     |                |                                        |
| 1-4-0                 | 4.1301 – 4.1542                 | 140 C 1 – 242     |                      |                  |                    |                     |                | General Pershing                       |
| 1-4-0                 | 4.1551 – 4.1663                 | 140 B 1 – 108     |                      |                  |                    |                     |                | costruzione Canadese                   |
| 1-4-1                 | 4.1101 – 4.1150                 | 141 A 1 – 50      |                      |                  | 50                 |                     |                | Identica a PLM 1001 – 1012             |
| 1-5-0                 | 5.001 – 5.022 5.031 – 5.120     | 150 A 1 – 112     |                      |                  | 112                |                     |                | 34 ricostruita come SNCF 150 C 1 – 112 |
| 1-5-0                 | 5.1201 – 5.1230                 | 150 C 1 – 30      |                      |                  | 30                 |                     |                |                                        |
| Locotender            |                                 |                   |                      |                  |                    |                     |                |                                        |
| 0-2-0T                | 2.001 – 2.034                   | 020 TA 1 – ?      |                      |                  | 34                 |                     |                |                                        |
| 2-2-0T                | 2.311 – 2.380                   | 220 TA 1 – 19     |                      |                  | 70                 |                     |                | Ravachol                               |
| 2-2-2T                | 2.231 – 2.305                   | 222 TA 1 – 75     |                      |                  | 75                 |                     |                | Revolver                               |
| 0-3-0T                | 3.931 – 3.996                   | 030 TA 1 – 65     |                      |                  | 66                 |                     |                |                                        |
| 2-3-2T                | 3.801 – 3.865                   | 232 TA 1 – 65     |                      |                  | 65                 |                     |                |                                        |
| 2-3-2T                | 3.871 – 3.884                   | 232 TB 1 – 14     | Beyer, Peacock & Co. |                  | (14)               |                     |                | ex-locomotiva di guerra                |
| 0-4-0T                | 4.1801 – 4.1908                 | 040 TA 1 – 104    |                      |                  | 108                |                     |                |                                        |
| 0-4-0T                | 4.446 – 4.460                   | 040 TD 1 – 15     |                      |                  | 15                 |                     |                |                                        |
| 0-4-0T                | 4.2016 – 4.2095                 | 040 TG 1 – 80     |                      |                  | 80                 |                     |                |                                        |
| 1-4-1T                | 4.1201 – 4.1202                 | 141 TB 1 – 2      |                      |                  | 2                  |                     |                | rinum. 4.1701 – 4.1702                 |
| 1-4-1T                | 4.1201 – 4.1272                 | 141 TC 1 – 72     |                      |                  | 72                 |                     |                |                                        |
| 0-5-0T                | 5.601 – 5.670                   | 050 TD 1 – 70     |                      |                  | 70                 |                     |                |                                        |
| 1-5-1T                | 5.001 – 5.012                   | 151 TA 1 – 12     |                      |                  | 12                 |                     |                |                                        |
| 0-3-1+1-3-0T          | 6.121 – 6.168                   | 031+130 TA 1 – 47 |                      |                  | 48                 |                     |                |                                        |

## Galleria d'immagini

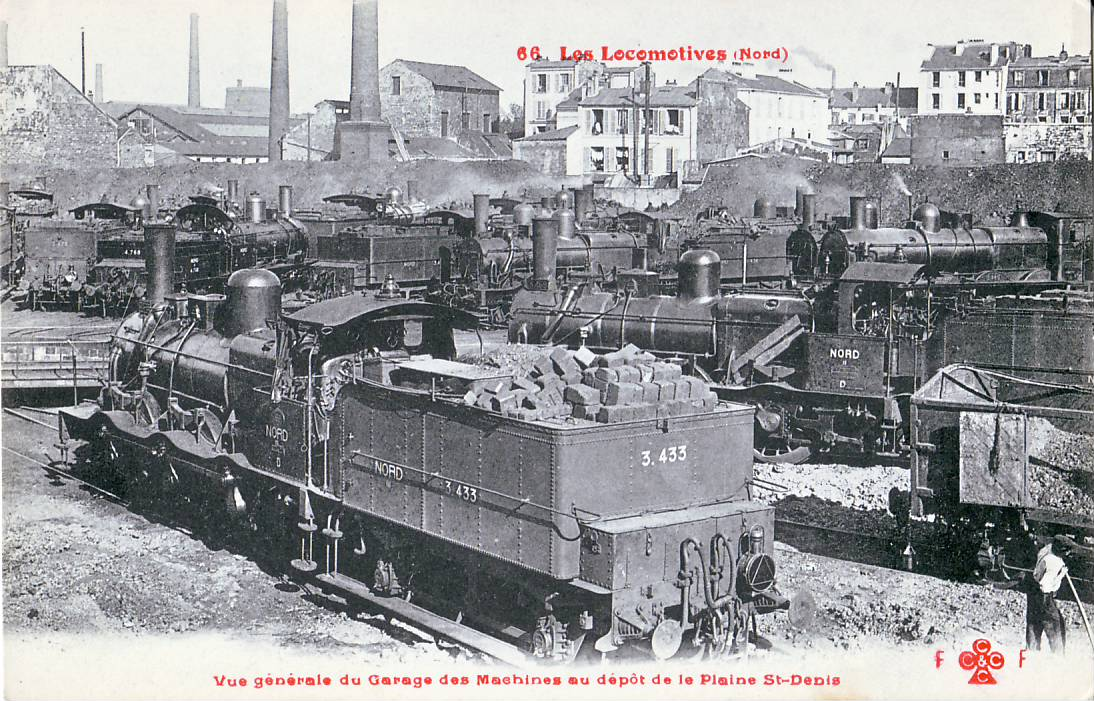
Il deposito de La Plaine all'inizio del XX secolo
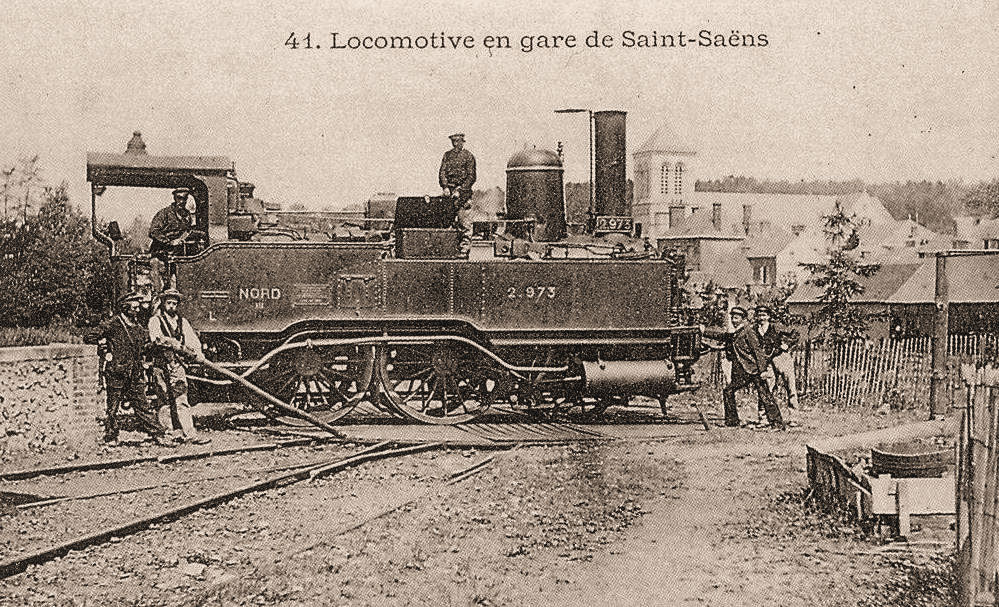
Locomotiva 120 T - Stazione di Saint-Saëns
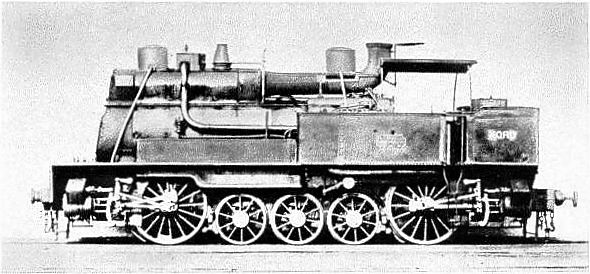
Locomotiva système Petiet, a 4 cilindri e due assi motore
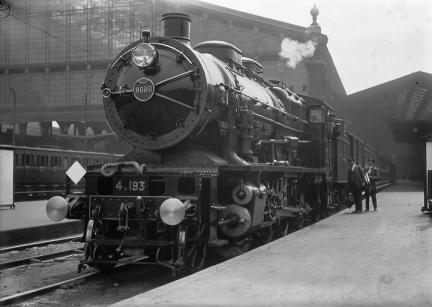
Locomotiva tipo 140, costruita da Jean-François Cail alla testa di un treno passeggeri nella stazione Paris Nord